# 長崎県道38号長崎空港線
長崎県道38号長崎空港線（ながさきけんどう38ごう ながさきくうこうせん）は、長崎県大村市を通る県道（主要地方道）である。

## 概要
大村市箕島町から大村市桜馬場2丁目に至る。終点の桜馬場交差点で国道34号、国道444号に連続する。海上空港の長崎空港へ通じる唯一の道路である。

### 路線データ
- 起点：長崎県大村市箕島町（長崎空港）
- 終点：長崎県大村市桜馬場2丁目（桜馬場交差点、国道34号交点、国道444号起点）

## 歴史
- 1993年（平成5年）5月11日 - 建設省から、県道長崎空港線が長崎空港線として主要地方道に指定される[1]。

## 路線状況

### 道路施設

#### 橋梁
- 箕島大橋（大村湾、大村市） - 長崎空港へ通じる橋梁

## 地理

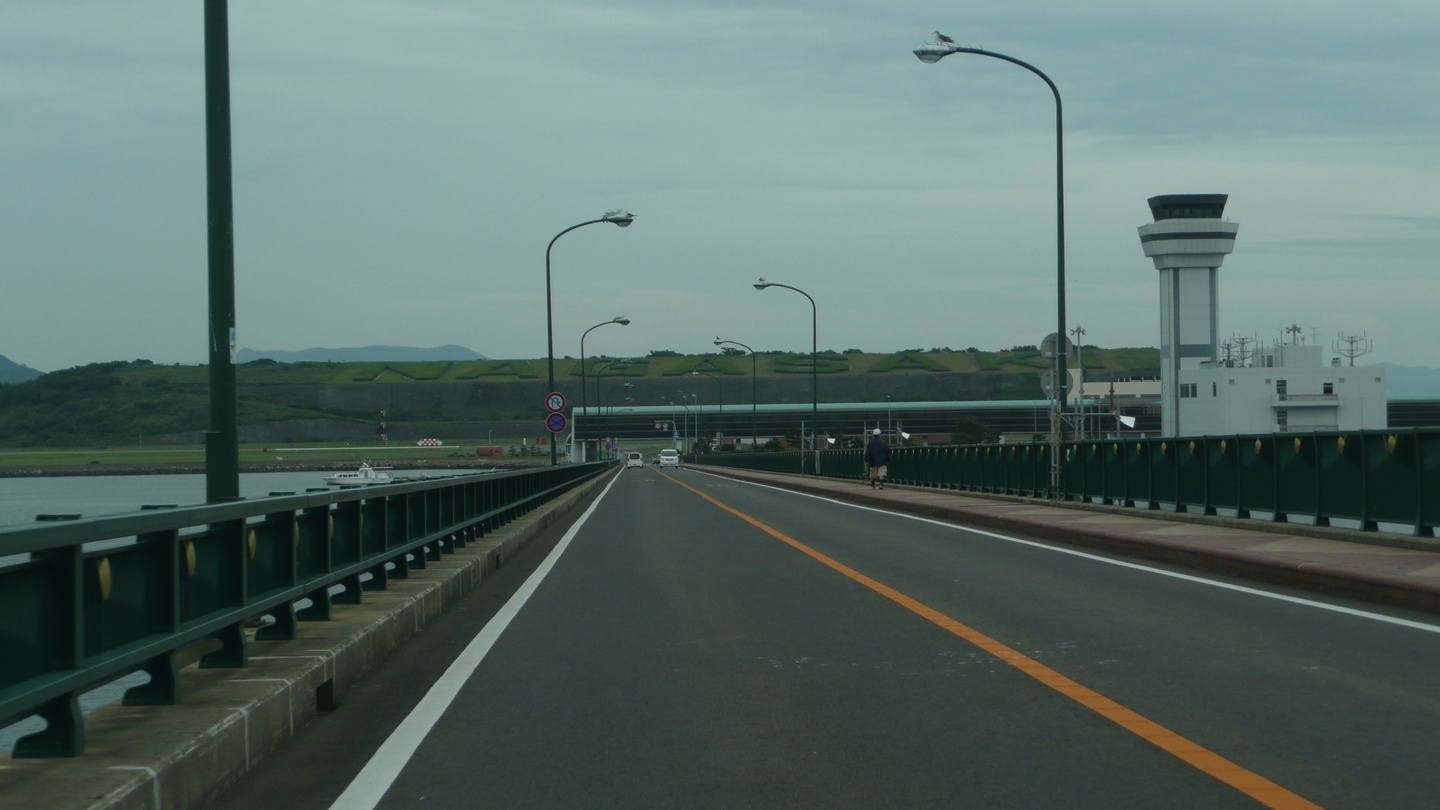
箕島大橋

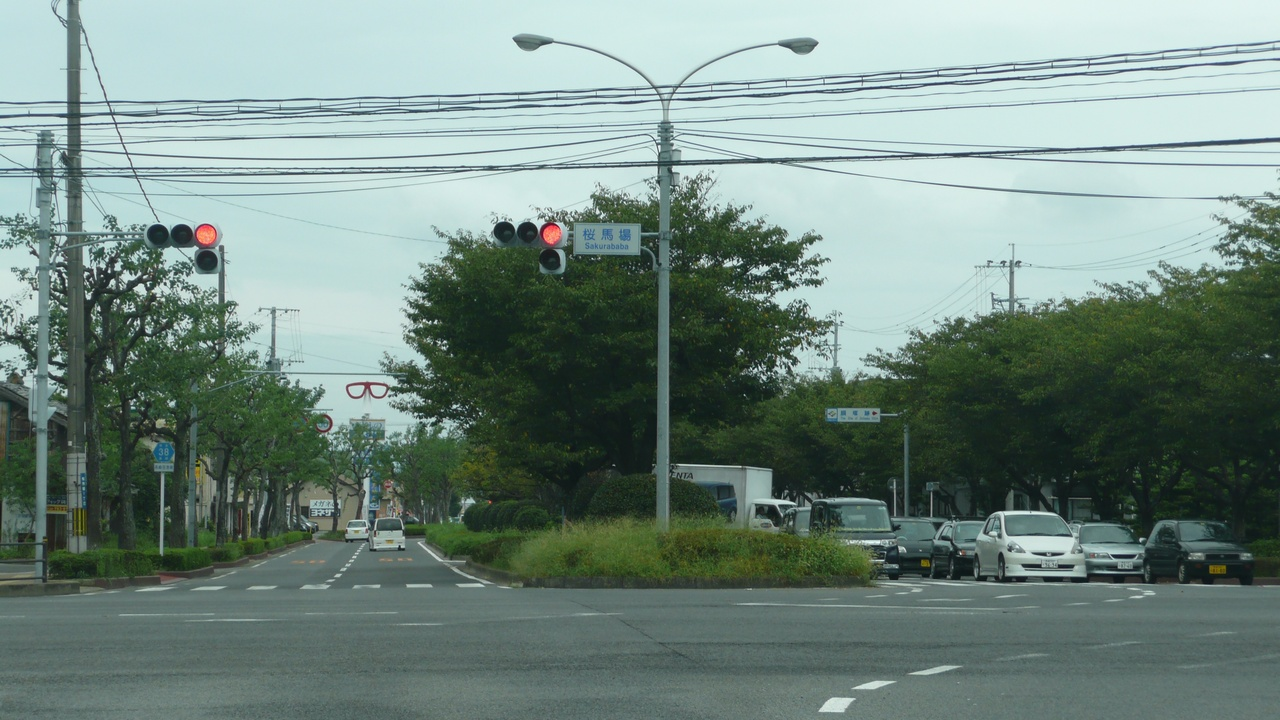
大村市桜馬場2丁目

### 通過する自治体
- 大村市

### 交差する道路
| 交差する道路       | 交差する場所 | 交差する場所        |
| ------------------ | ------------ | ------------------- |
| 国道34号 国道444号 | 桜馬場2丁目  | 桜馬場交差点 / 終点 |

### 沿線
- 箕島
  - 長崎空港
- 長崎県立大村工業高等学校
- 大村郵便局
- 長崎県運転免許試験場
- 大村市立放虎原小学校